# 目黒孝平
目黒 孝平（めぐろ こうへい、1877年（明治10年）3月2日 - 1919年（大正8年）10月10日）は、明治から大正期の地主、実業家、政治家。衆議院議員、新潟県北魚沼郡須原村長。号・皆水。

## 経歴
新潟県魚沼郡、のちの北魚沼郡須原村（守門村須原を経て現魚沼市須原）で、大地主・目黒徳松の長男として生まれる。1899年（明治32年）12月、家督を相続した。慶應義塾を経て、同志社に進み政治経済を学んだ。
帰郷して須原村長に2回選出された。公共事業などに私財を投じて信望があった。日本赤十字社特別社員、東洋調帯取締役、戦友共済生命保険（のち東邦生命保険）取締役なども務めた。
1912年（明治45年）5月の第11回衆議院議員総選挙に新潟県郡部で立憲国民党から出馬して初当選。1915年（大正4年）3月の第12回総選挙では立憲同志会から出馬して再選され、のち憲政会に所属して衆議院議員に連続2期在任した。

## 親族
- 父 目黒徳松（衆議院議員）[3]